# Melaloncha stenotes
Melaloncha stenotes är en tvåvingeart som beskrevs av Gonzalez och Brown 2004. Melaloncha stenotes ingår i släktet Melaloncha och familjen puckelflugor.
Artens utbredningsområde är Costa Rica. Inga underarter finns listade i Catalogue of Life.